# Pechvogel (Berck)
Pechvogel (Frans: Strapontin) is een Frans-Belgische stripreeks getekend door Berck en geschreven door René Goscinny (tot en met Het harnas) en Acar (vanaf Het masker van jade). Het werd oorspronkelijk gepubliceerd in het weekblad Tintin/Kuifje. De verhalen gaan over taxichauffeur Pechvogel, die verzeild raakt in allerlei avonturen. Vooral in de eerste, korte verhaaltjes trekt hij daarbij steevast aan het kortste eind. In de latere, lange avonturen is hij uiteindelijk de held van het verhaal.
De Nederlandse naam Pechvogel is bedacht door de tekenaar; de Franse naam Strapontin is een iets latere vondst van Goscinny.

## Verhalen

### Alle verhalen
Er zijn in totaal 19 korte en 14 lange verhalen verschenen. Omdat de korte verhalen vrijwel allemaal zijn verschenen voor het eerste lange verhaal, zijn de korte verhalen hieronder eerst vermeld.
1. Pechvogel taxichauffeur [I] (3 pag.) - Kuifje 5804
2. Pechvogel taxichauffeur [II] (3 pag.) - Kuifje 5812
3. Pechvogel waagt en wint (3 pag.) - Kuifje 5820
4. Pechvogel [en de ijsbeer] (3 pag.) - Kuifje 5826
5. Pechvogel en de cowboy (3 pag.) - Kuifje 5832
6. Pechvogel rust uit (3 pag.) - Kuifje 5837
7. Pechvogel is een held (2 pag.) - Kuifje 5839
8. Pechvogel en de toerist (2 pag.) - Kuifje 5843
9. Pechvogel en de hulpvaardige automobilist (2 pag.) - Kuifje 5846
10. Pechvogel handelsreiziger (2 pag.) - Kuifje 5848
11. Pechvogel [en de autoschool] (2 pag.) - Kuifje 5850
12. Pechvogel kindermeisje (2 pag.) - Kuifje 5853
13. Pechvogel en zijn taxi (2 pag.) - Kuifje 5903
14. Pechvogel zoekt water (2 pag.) - Kuifje 5909
15. Pechvogel en de pet (1 pag.) - Kuifje 5917
16. Pechvogel en de buikspreker (1 pag.) - Kuifje 5928
17. Pechvogel hé taxi!... (1 pag.) - Kuifje 6020
18. De luchtdoop (2 pag.) - Kuifje 6344. Eigenlijk geen verhaal van Pechvogel alleen, maar een combinatie met Hansje, een andere strip van Berck. Het verhaaltje dient onder meer als aankondiging voor het lange verhaal Pechvogel bij de gaucho's, dat in het daaropvolgende nummer van Kuifje begon.
19. Pechvogel en een belangrijke passagier (12 mini-pag.) - Tintin sélection 1 (november 1968); de Nederlandse titel is ontleend aan een latere (gedeeltelijke) boekuitgave.

De lange verhalen hebben de volgende titels:
1. Pechvogel leidt de dans (30 pag.) - Kuifje 5943-6005
2. Pechvogel en de groene tijger (30 pag.) - Kuifje 6027-6041
3. Pechvogel en het monster van Loch Ness (30 pag.) - Kuifje 6110-6124
4. Pechvogel in Texas (30 pag.) - Kuifje 6140-6202
5. Pechvogel en de gorilla (30 pag.) - Kuifje 6218-6236
6. Pechvogel en de taxi's van Patatah (30 pag.) - Kuifje 6248-6310
7. Pechvogel bij de gaucho's (30 pag.) - Kuifje 6345-6406
8. Pechvogel bij de eskimo's (30 pag.) - Kuifje 6422-6436
9. Pechvogel in het harnas (30 pag.) - Kuifje 6452-6514
10. Pechvogel en het masker van jade (30 pag.) - Kuifje - 6530-6544
11. Pechvogel en de BCZ 2 (30 pag.) - Kuifje 6610-6623
12. Pechvogel + een vleugje geweld (22 pag.). Kuifje 6642-6651. In Eppo Wordt Vervolgd 8501-8502 is hiervan een tot 13 pagina's ingekorte herdruk verschenen, onder de titel Knollen voor citroenen.
13. Pechvogel tegen Mygalex (22 pag.) - Kuifje 6726-6736
14. Pechvogel en de voedselstraal (22 pag.) - Kuifje 6802-6812

### Boekuitgaven
Alle lange verhalen zijn in boekvorm gepubliceerd bij Le Lombard. De meeste korte verhalen zijn nooit herdrukt. Uitzondering hierop vormen verhaal 2 (in een jubileumboek ter gelegenheid van 35 jaar Kuifje Weekblad) en het laatste korte verhaaltje (in een boek van de Belgische posterijen en in een bibliofiele Franstalige uitgave).